# 日本人 はるかな旅
日本人 はるかな旅（にっぽんじん はるかなたび）とは、日本人の起源を探究し、現代の日本人の成り立ちを追う2001年度のNHKスペシャルの大型企画である。

## 概要
日本人の起源については、諸説が唱えられ定説を見ていないが、従来の概念を覆す新たな説を、番組制作当時（2000年頃）における知見・科学的成果に基き紹介している。

## 出演
森田美由紀

## 内容

### 第1集 マンモスハンター シベリアからの旅立
茨城県取手市の中妻貝塚から出土した人骨のミトコンドリアDNA分析の結果、シベリアのブリヤート人と遺伝的に最も近いこと、また、遺跡から、シベリアで使用されていた物と同じ石器が発見されたことから、日本人のルーツのひとつは北方にあることを紹介する。

### 第2集 巨大噴火に消えた黒潮の民
現在の東南アジアにかつて広がっていたスンダランドが、氷期の終了と海進で水没するに伴い、人々は高度な航海術を駆使し黒潮にのって日本列島に渡ってきた。

### 第3集 海が育てた森の王国
遺跡発掘から新たに判った知見によれば、縄文時代の人々は狩猟を行う受動的な生活のみならず、積極的に森を切り拓き、利用して生活していた事がわかった。8000年前頃、氷河期が終わり対馬暖流が日本海に流れ込むと、日本は温暖で湿潤となり森林が発達した。また、材木を伐採する為に石斧が用いられ、復元実験を通した研究から具体的な森林の利用方法について明らかにした。

### 第4集 イネ 知られざる1万年の旅
日本における稲の栽培は弥生時代から本格的に行われたと見られたが、プラントオパールの解析等の最近の研究から、縄文時代にも既に稲の栽培が始まり、陸稲から水稲へと移り変わっていた。
もともと熱帯の植物である稲が中国南部から日本に伝わり、ジャポニカ種が生まれた。